# Phoenix Wright
Phoenix Wright, conocido en Japón como Ryuichi Naruhodo (成歩堂 龍一 Naruhodō Ryūichi?), es un abogado defensor ficticio en la serie de videojuegos de Capcom Ace Attorney. Phoenix Wright es el protagonista en los primeros tres títulos de la serie de juegos, un personaje jugable en el cuarto y regresa como protagonista en el quinto y el sexto. En Internet es un personaje usado generalmente para bromas, con su famosa frase Objection! (en español, "¡Protesto!"). En el 30 de septiembre de 2014, la serie vendió 5.3 millones de copias y reconocido como la 10° serie más vendida de la historia. El personaje ha aparecido en adaptaciones de la serie en película, anime, manga, y crossovers, incluyendo el videojuego de la serie de Professor Layton llamado Professor Layton vs Phoenix Wright: Ace Attorney y el videojuego Ultimate Marvel vs. Capcom 3.

## Origen del nombre
Naruhodō Ryūichi es su nombre original en japonés; es renombrado como Phoenix Wright en el resto del mundo. El creador del juego quiso apellidarle así para hacer la gracia de "Is that right, Mr. Wright?". Maya Fey, Larry Butz y Pearl Fey le llaman Nick, ya que es un diminutivo de Phoenix. En japonés, Naruhodō literalmente significa "Ya veo".

## Descripción
Phoenix Wright es un joven alto, de pelo negro y puntiagudo con un flequillo, sus ojos son azules, mide 1,76 m de alto, con 24 años en su primer caso y es de complexión atlética. Es bastante ingenuo, pero cuando piensa para sí mismo es mordaz e irónico. Phoenix Wright contribuyó en la reintroducción del sistema jurídico dentro de la ley de California. Es un abogado defensor de renombre, conocido por darle la vuelta a los casos inesperadamente, consiguiendo que el acusado sea declarado inocente, así como encontrando al verdadero asesino. Phoenix Wright ha estado en al menos 14 casos en su carrera (sin contar los realizados fuera de la línea de tiempo de la saga), de los cuales, en todos sus juicios, consiguió un veredicto de inocencia , excepto dos veces. La primera fue debido al hecho que su cliente fue el autor intelectual del crimen, a diferencia del resto, en los cuales sus clientes eran inocentes. Durante el segundo caso, su cliente desapareció antes de recibir un veredicto, además de presentar una prueba falsa en el juicio (sin saberlo), lo que hizo que le quitarán su distintivo. El número del distintivo de letrado de Phoenix Wright era 26381.

## Historia

### Inicios
Phoenix Wright creció como hijo único. A los 9 años, durante su cuarto curso, estuvo en la misma clase que Miles Edgeworth y Larry Butz. Un día fue acusado de robar el dinero para el almuerzo de Miles Edgeworth. Debido a la falta de coartada, todos asumieron que Phoenix Wright era el culpable, pero Larry Butz y Miles Edgeworth le ayudaron diciendo que no había ninguna prueba (15 años más tarde se descubriría que Larry Butz fue el culpable). Tras eso, los tres se hicieron grandes amigos. Miles Edgeworth les dijo que quería ser un abogado, como su padre, Gregory Edgeworth. A pesar de que Larry Butz faltó a clase el día del robo nadie sospechaba de él, excepto Miles Edgeworth, y Larry Butz le confesó a Miles Edgeworth (al final del último juicio de Phoenix Wright: Ace Attorney, el primer videojuego de la franquicia) que él había robado el dinero, entregándole la misma cantidad.

### Universidad
Phoenix Wright estudió Arte y Derecho en Harkley University. Un día vio en un periódico un artículo que hablaba sobre Miles Edgeworth y las sospechas de que pactaba con testigos y falsificaba pruebas. Su amigo se había convertido en un fiscal, irreconocible para Phoenix Wright. Aunque Phoenix Wright intentó contactar con él, fue ignorado. Entonces decidió que si se hacía abogado, podría encontrarse a Miles Edgeworth en los tribunales.
Un día en el que iba a los juzgados, se encontró con Dahlia Hawthorne. Ella le regaló un collar para poder deshacerse de las pruebas de su último crimen que secretamente contenía una botellita llena de veneno. Empezaron a salir, aunque Phoenix Wright no sabía que en realidad se encontraba con su hermana gemela Iris.
En su tercer año, fue acusado de la muerte de un estudiante, Doug Swallow. La abogada de Phoenix Wright fue Mia Fey, una novata que no había tomado un caso desde hacía un año. Mia Fey descubrió a la verdadera culpable, Dahlia Hawthorne. La defensa de Mia Fey aún inspiró más a Phoenix Wright para seguir la carrera de derecho.

### Carrera como abogado

#### Phoenix Wright: Ace Attorney
Después de recibir su distintivo de abogado, Phoenix Wright se convirtió en el aprendiz de Mia Fey y miembro del bufete Fey & Co. Law & Offices. En el primer caso defendió con éxito a su amigo de la infancia, Larry Butz. Cuando Mia Fey fue asesinada, su hermana, Maya Fey, fue sometida a juicio, y Phoenix Wright finalmente se enfrentó a Miles Edgeworth en un juicio. Phoenix Wright venció a Miles Edgeworth, siendo ésta su primera derrota. Phoenix Wright heredó la empresa de Mia Fey, cambiándole el nombre a “Wright & Co. Law & Offices”, y Maya Fey se convirtió en su asistente. Phoenix Wright se enfrentó a Miles Edgeworth en otro caso, en la que la estrella de televisión Will Powers fue acusado de asesinato.
Phoenix Wright se encontró defendiendo a su rival en el asesinato del abogado defensor, Robert Hammond. El fiscal fue el mentor de Miles Edgeworth y padre adoptivo, Manfred Von Karma, que haría cualquier cosa para mantener sus 40 años de récord perfecto. La investigación de Phoenix Wright del asesinato lo llevó a descubrir toda la historia del no resuelto incidente DL-6, que tuvo como resultado la muerte del padre de Miles Edgeworth, Gregory Edgeworth. Manfred Von Karma resultó ser el asesino del incidente DL-6, además de haber sido también el que estaba detrás del plan para matar a Robert Hammond.
Después de este último caso, Maya Fey sentía que ahora era una carga y se marchó para entrenar y mejorar sus habilidades de médium. Phoenix Wright dejó de aceptar casos después de que Maya Fey se fue, hasta que Ema Skye entró en su oficina en busca de ayuda ya que su hermana, Lana Skye había sido acusada de asesinato. Con las herramientas de ciencia forense de Ema Skye, tales como el polvo de huellas dactilares y el líquido de pruebas luminol, Phoenix Wright fue capaz de descubrir la verdad detrás del asesinato, además de los acontecimientos de hace dos años en el incidente SL-9.

#### Phoenix Wright: Ace Attorney: Justice For All
Ya Phoenix Wright era un abogado de cierto renombre, y gracias a ello, llegó a sus manos una agente de policía con poca suerte: Maggey Byrde. Maggey Byrde se vio involucrada en el asesinato de su novio policía, siendo la única sospechosa. Richard Wellington, el verdadero asesino, golpeó a Phoenix con un extintor en la cabeza antes del caso para que perdiera el juicio y él saliera inocente. Cuando Phoenix despertó del golpe había perdido la memoria. A pesar de la amnesia, Phoenix terminó ganando el caso y recuperó la memoria.
Durante el segundo caso Phoenix Wright fue a la aldea Khuhra'in, donde Maya se había ido a entrenar sus técnicas de canalización, debido a que su cliente, el Dr. Turner Grey, deseaba canalizar a una enfermera de su clínica, Mimi Miney. Eso se debía a un rumor que circulaba sobre la mala calidad de su clínica, gracias a que Mimi Miney había confundido unos medicamentos y accidentalmente causó la muerte de 14 pacientes y, unos días después, murió en un accidente. La canalización le correspondía a Maya Fey, pero durante la misma, se escucharon unos disparos, y el Dr. Turner Grey apareció muerto. Acusaron a Maya Fey. Durante el juicio, conoció a Franziska Von Karma (hija del fiscal Manfred Von Karma y hermana adoptiva de Miles Edgeworth), quien, al igual que su padre, haría lo posible para ganar. Ocultó una prueba crucial: una foto tomada por Lotta Hart, que demostraba la inocencia de Maya Fey. También conoció a Pearl Fey, hija de Morgan Fey y prima de Maya Fey. Durante el segundo juicio, Phoenix Wright demostró que quien asesinó al Dr. Turner Grey no fue Maya Fey con el cuerpo de Mimi Miney canalizado; sino la misma Mimi Miney, quien no murió en el accidente. La verdadera víctima del accidente fue Ini Miney, hermana menor de Mimi Miney, pero cuyo rostro quedó calcinado y durante la cirugía reconstructiva, le pusieron el de su hermana. Con eso, ganó el caso, y significó la primera derrota de Franziska Von Karma.
Su siguiente caso fue el asesinato del jefe de pista Russel Berry, dueño del Big Circus Berry. También ganó el caso, derrotando a Franziska Von Karma una vez más.
Meses más tarde, debía defender a un actor de televisión que interpretaba al Nickel Samurai. Matt Engarde, su cliente, era acusado de asesinar a Juan Rivera, actor que interpretaba al "Ninja Fantástico", una serie que competía con el Samurai de Níquel. Tras el asesinato, Maya Fey fue secuestrada por Shelly de Killer, un famoso asesino a sueldo, quien le dijo que debían declarar a Matt Engarde inocente si no quería que perdiera la vida. La fiscal volvía a ser Franziska Von Karma, pero esta fue disparada por de Killer y la fiscalía pasó a manos de Miles Edgeworth. Para el final del primer juicio, se descubrió que Adrian Andrews, representante de Matt Engarde, había modificado la escena del crimen. Tras una investigación, encabezada por Miles Edgeworth (a quien Phoenix Wright daba por muerto) y después de interrogar a Matt Engarde con el Magatama, el actor mostró su verdadera personalidad: un hombre cínico que odiaba que los demás se le interpusieran. Matt Engarde le confesó a Phoenix Wright que él había mandado a Shelly de Killer a matar a Juan Rivera, y que lo había grabado todo. Durante el último juicio, esta información salió a la luz, lo que hizo que de Killer perdiera la confianza en Matt Engarde, haciendo que se convierta en su nueva víctima, y soltara a Maya Fey. Matt Engarde confesó y fue declarado culpable por ser la mente maestra del crimen. Fue el primer caso que Phoenix perdió.

#### Phoenix Wright: Ace Attorney: Trials & Tribulations
Phoenix Wright se vio involucrado en el robo de una urna (de la Aldea Khrua'in) —con el famoso ladrón Mask*DeMasque como defendido— y en el asesinato de un programador de computadoras —con Maggey Byrde como defendida—, saliendo victorioso en ambos. El fiscal en ambos casos fue Godot.
El último caso fue el asesinato de Elise Deauxnium, escritora de libros infantiles. La acusada era Iris, una discípula del templo donde ocurrió el asesinato. Iris guardaba un parecido increíble con la exnovia y casi asesina de Phoenix Wright, Dahlia Hawthorne, lo que le impulsó a defenderla. Durante el asesinato, Maya Fey estaba encerrada en una cueva como entrenamiento de canalización, completamente aislada. El puente que conectaba la isla de la cueva y el puente se quemó a consecuencia de un rayo. Phoenix Wright intentó cruzarlo cuando aún estaba en llamas, pero cayó al agua y contrajo una neumonía grave. La investigación del caso la tuvo que encabezar Miles Edgeworth para sustituir a Phoenix Wright, y la fiscal tuvo que ser Franziska Von Karma, pues Godot estaba "haciendo cosas importantes".
Tras el primer juicio, se determinó que Iris pudo haber salido del templo al momento del asesinato, y que, por ende, no se quedó en su habitación. Continuaron la investigación y descubrieron que el verdadero lugar del crimen era el Templo Interior donde estaba el Sacred Cavern, que estaba aislada y sin comunicación. En la escena del crimen había pruebas que incriminaban a Maya Fey.
Durante el segundo juicio, se descubrió que al momento del asesinato, Maya Fey, Elise Deauxnim, Pearl Fey e Iris eran las únicas personas en la isla, por lo que solamente dos personas podían declarar: Maya Fey (que aún estaba encerrada en la cueva), Franziska Von Karma (que estaba intentando sacar a Maya Fey de la cueva) e Iris. Esta última declaró que vio a Maya Fey asesinar a Elise Deauxnim, pero Phoenix Wright afirmó que eso era imposible, pues ella era la madre de Mia Fey y Maya Fey: Misty Fey, quien había cambiado su nombre tras “fracasar” en una canalización durante el incidente DL-6. Iris confesó estar mintiendo, pues en realidad no era ella misma, sino el espíritu de Dahlia Hawthorne canalizado en su cuerpo. Dahlia Hawthorne e Iris resultaron ser hermanas gemelas, hijas de Morgan Fey y hermanas mayores de Pearl Fey. Dahlia Hawthorne desveló que, al momento del asesinato, era su espíritu quien estaba dentro del cuerpo de Elise Deauxnim y que Maya Fey vio al verdadero asesino. En ese instante, Franziska Von Karma entró al juicio con la verdadera Iris. Mia Fey, que estaba en el juicio a través del cuerpo de Pearl Fey, le dijo a Dahlia Hawthorne que se rindiera de una vez, puesto que nunca la ganaría. El espíritu de Dahlia Hawthorne se desvaneció, dejando libre a su canalizadora: Maya Fey. La médium había canalizado a Dahlia Hawthorne siguiendo las instrucciones de su hermana MiaFey tras el asesinato de Elise Deauxnim, y reveló ante todos la identidad del verdadero asesino, de la otra persona que estaba en la isla y que conocía el plan: Godot. Este se enteró del plan en un encuentro que tuvieron Dahlia Hawthorne y Morgan Fey en prisión. Al final, Maya Fey decidió volver a la aldea Khura'in y quedarse como la maestra de canalización.

### Apollo Justice: Ace Attorney
Tres meses después de ese último caso, Phoenix Wright tuvo un último caso que recién se le había transferido; y a su penúltimo cliente: Zack Gramarye, un mago acusado de asesinar a su mentor, Magnifi Gramarye. El fiscal del caso era Klavier Gavin. Durante el juicio surgió otro sospechoso: Valant Gramarye, aprendiz de Magnifi Gramarye. Cuando el juicio no parecía seguir avanzando, Phoenix Wright recibió una prueba de manos de Trucy Gramarye/Trucy Wright, que era una página del diario de Magnifi Gramarye donde este último afirmaba que Zak Gramarye no lo había matado, lo que dejaba a Valant Gramarye como el verdadero asesino. Cuando Phoenix Wright presentó la prueba, Klavier Gavin demostró que era falsa. Al final, Zack Gramarye se “desvaneció” y dejó el juicio inconcluso. La prueba le costó a Phoenix Wright el distintivo de abogado, y también su profesión. Phoenix Wright no se rindió y continuó su investigación, que terminó 4 años más tarde. Con ella, descubrió que ni Zack Gramarye ni Valant Gramarye pudo asesinar a su mentor, sino que él se suicidó tras hablar con Valant Gramarye; y la hoja del diario era una prueba verdaderamente falsa, mandada a hacer por Kristoph Gavin, anterior abogado del caso pero sustituido por Phoenix Wright, y con la que quería demostrarle al mundo que Phoenix Wright no era mejor abogado que él.

### Phoenix Wright: Ace Attorney: Dual Destinies y Phoenix Wright: Ace Attorney: Spirit of Justice
Un año después de los eventos de Apollo Justice: Ace Attorney, Phoenix Wright regresa como protagonista principal en Phoenix Wright: Ace Attorney: Dual Destinies, de vuelta como abogado defensor. Además de Apollo Justice, ha contratado a una nueva asistente, una abogada novata de nombre Athena Cykes (希月 心音 Kidzuki Kokone), que ha estudiado psicología analítica. Juntos, los tres buscan terminar con “La Era Oscura de la Ley”, dado que la gente ha perdido la confianza en el sistema judicial a raíz de muchos abogados y fiscales corruptos. Varios de sus antiguos aliados también regresan en esta entrega, entre ellos Pearl Fey, y Miles Edgeworth, quien ha sido promovido al puesto de fiscal general del distrito.

## Apariciones

### SerieAce Attorney
- En el primer juego, Phoenix Wright: Ace Attorney, Phoenix Wright lucha contra la pérdida de su mentor y colega la mejor abogada del mundo defensora Mia Fey. A lo largo del juego, Phoenix Wright es contratado para defender de asesinato a varias personas, incluyendo a su amigo Larry Butz. El juego termina con Phoenix Wright defendiendo a su rival el fiscal Miles Edgeworth. Sin embargo, en la versión de Nintendo DS al terminar los créditos del juego, repentinamente aparece otro caso conocido como ''Alzarse de las cenizas''

- En Phoenix Wright: Ace Attorney Justice for All, Phoenix Wright defiende a Maya Fey, la hermana menor de Mia Fey, y se enfrenta a la fiscal prodigio de 18 años Franziska Von Karma.

- En Phoenix Wright: Ace Attorney Trials and Tribulations, Mia Fey defiende a Phoenix Wright después de ser acusado de asesinar al exnovio de su novia durante su estancia en la universidad. Posteriormente, Phoenix Wright se enfrenta a un misterioso fiscal llamado Godot.

- En Apollo Justice: Ace Attorney ocurre siete años después de Phoenix Wright: Ace Attorney: Trials and Tribulations. Phoenix Wright es obligado a entregar su insignia de abogado después de presentar una prueba falsa durante un caso (aunque él no lo sabía). Poco después adoptó a Trucy Gramarye/Trucy Wright y cambió el nombre de su oficina a " Wright Anything Agency". Un nuevo personaje llamado Apollo Justice, defiende a Phoenix Wright de asesinato y lo contrata como abogado para su agencia.
- En Phoenix Wright: Ace Attorney - Dual Destinies regresa como abogado luego de 1 año de su inhabilitación.

- Phoenix Wright tiene un cameo en el tercer y último episodio de Miles Edgeworth: Investigations.

### Otras apariciones
- Phoenix Wright aparece en la adaptación de manga de la serie, escrita por Kenji Kuroda, ilustrada por Kazuo Maekawa y publicada por Kodansha.

- Hiroki Narimiya interpreta a Phoenix Wright en la película de acción real de 2012, Ace Attorney, dirigida por Takashi Miike. La película adapta libremente los eventos del primer juego, Phoenix Wright: Ace Attorney.

- Phoenix aparece como el personaje principal de la serie de anime Ace Attorney de 2016, que adapta los eventos ocurridos en los tres primeros juegos de la serie, durante dos temporadas. El encargado de ponerle voz al personaje es Yūki Kaji.

- Era un personaje planeado junto con Franziska Von Karma para aparecer en el videojuego de pelea Tatsunoko vs. Capcom: Ultimate All Stars, con Franziska Von Karma no hubo problemas, pero con Phoenix Wright problemas que tuvieron los desarrolladores con unos de sus ataques, haciendo que quitarán a ambos del juego.

- Phoenix Wright aparece junto con Franziska Von Karma y Miles Edgeworth como cartas en el juego SNK vs. Capcom: Card Fighters DS.

- Phoenix Wright aparece en un crossover junto con el Professor Layton de Level-5, para la Nintendo 3DS, en el juego Professor Layton vs. Phoenix Wright: Ace Attorney, que se lanzó en Japón en 2012, y al resto del mundo en 2014.

- Phoenix Wright hace un pequeño cameo en Marvel vs. Capcom 3: Fate of Two Worlds en el ending de She-Hulk junto con Miles Edgeworth. Pero es jugable en Ultimate Marvel vs. Capcom 3.

- Phoenix Wright, Miles Edgeworth y Judge son los únicos 3 personajes en aparecer en todos los juegos de la serie Ace Attorney. Payne aparece siempre en el primer juicio de cada juego (incluyendo Miles Edgeworth: Investigations, donde es un cameo durante la investigación del primer caso); y Judge aparece en todos los casos de la serie. Phoenix Wright hace dos cameos en el spin-off "Miles Edgeworth: Investigations", y en ambas ocasiones, ni Miles Edgeworth o Phoenix Wright se han dado cuenta de la presencia del otro.

- Phoenix Wright aparece en el anime Minami-ke Okaeri episodio 10, en el que Touma está leyendo un manga, en la página se encuentra la imagen de Phoenix Wright.

- Phoenix Wright aparece en versión mono, como parodia en Panty & Stocking, en el que actúa como abogado defensor de las hermanas Anarchy en un juicio en el que se descubrirá quien es la persona detrás del asesinato del fantasma, el señor Esposo Petter.

- En la serie anime de No Game No Life, en los capítulos 3 y 4, se hace una referencia a la saga de Phoenix Wright cuando los protagonistas entablan una discusión. También aparece Judge que hace de mediador en un juego.

- Phoenix Wright y Maya Fey aparecen en el juego "Professor Layton VS Phoenix Wright: Ace Attorney" como uno de los personajes principales, en un juego que combina los juicios de Phoenix Wright y los puzles del Professor Layton.

- Phoenix Wright y Maya Fey aparecen en el juego Project X Zone 2 como unidad "solitaria", su cliente de este juego es Heihachi Mishima del juego Tekken

### Curiosidades
- En Apollo Justice: Ace Attorney se confirma que Phoenix Wright pierde su letrado 7 años antes de esta entrega, por lo tanto la pierde a los 26 años ya que en esta entrega tiene 33 años.
- En Apollo Justice: Ace Attorney cuando esta en el hospital tiene su cuarto repleto de las películas de samurái que alguien le envía y al ser estas las que veía Maya Fey en Phoenix Wright: Ace Attorney se diría que siguen en contacto.
- Fue derrotado por Klavier Gavin cuando el solo tenía 17 años
- Fue por culpa de Kristoph Gavin que perdió su distintivo, pues él fue que le entregó una falsa prueba a Trucy Gramarye/Trucy Wright

## Recepción
Phoenix Wright en general, ha sido elogiado por la crítica por ser un simpático personaje con una profesión realista. Sin embargo, la más antigua de Phoenix Wright se ve en Apollo Justice  ha sido criticado como "distante e inescrutable", con GameDaily lo llamó el octavo mejor personaje de Capcom, citando la forma en que persevera en la cara de las dificultades. También nombró 20 en sus "Top 25 Trozos de Juegos de Azar. Se incluyeron su peinado en la lista de Nintendo Power listado Phoenix Wright como su 10° héroe favorito, afirmando que mientras que los abogados tienen una mala reputación, Phoenix Wright es aquel que defiende al inocente. En 2009, GameSpot lo eligió como uno de los personajes para competir en su encuesta por el título de "Héroe más grande de los videojuegos". Su aparición en Ultimate Marvel vs. Capcom 3 también fue positivamente recibido, según metro, la estrella del show" GameCentral.
En 2012, GamesRadar le clasificó como el "Mejor Héroe número 55 de los videojuegos" mientras aparece UGO Networks le clasificó como el "Mejor Héroe número 57" en el entretenimiento en 2010. GamesRadar también lo incluyó en una lista de "Los 30 Mejores Personajes de Capcom de los últimos 30 años", señalando que él no tiene poder, y "no es ni siquiera tan buen abogado cuando empieza, pero verlo crecer es parte de por qué lo amamos".
Un musical japonés basada en la serie, puesta en escena por la compañía de la todo-hembra, Takarazuka Revue, el actor fundido Tomu Ranju como Phoenix Wright, utilizando el nombre de inglés en lugar de los japoneses "Ryuichi Naruhodo". Una secuela,  Miles Edgeworth: Investigations: Prosecutor's Path - Verdad Resucitada, Una vez más , se produjo después de que el primer musical y se agotaron las entradas el primer día.
"¡Objection!" la firma de Phoenix Wright y sus manierismos, tales como señalar con el dedo y gritos de "Protesto!", han llegado a ser bien conocidos y parodiados en episodios de anime como  El Melancolía de Haruhi Suzumiya  Panty & Stocking, y Maria Holic.
Además, Battler Ushiromiya en la novela visual "Umineko no Naku Koro ni" a menudo extiende un dedo puntiagudo al hacer acusaciones o señalar las contradicciones, de forma similar a la forma en Phoenix Wright hace cuando objeta.